# Эриванская улица
Эрива́нская улица — улица в Выборгском районе Санкт-Петербурга. Проходит от Выборгского шоссе до Береговой улицы в историческом районе Озерки. На запад от Береговой улицы переходит в Онежский проезд.

## История
1876—1877 годах часть имения Шуваловых, владевших землями в местности, известной как Шувалово — Озерки было продано владельцами под организацию дачных участков. Была проведена планировка улиц — их было около 30 и они были названы именами членов семьи Шуваловых. Нынешняя Эриванская улица получила название Ольгинской по имени Ольги Феофиловны Орловой-Денисовой, урожденной Мейендорф. Название было дано в 1889 году.
Современное название улица получила в 1941 году в честь прежнего названия столицы Армянской ССР — города Еревана.
В 1960—1990-х годах также называлась Ереванской улицей.

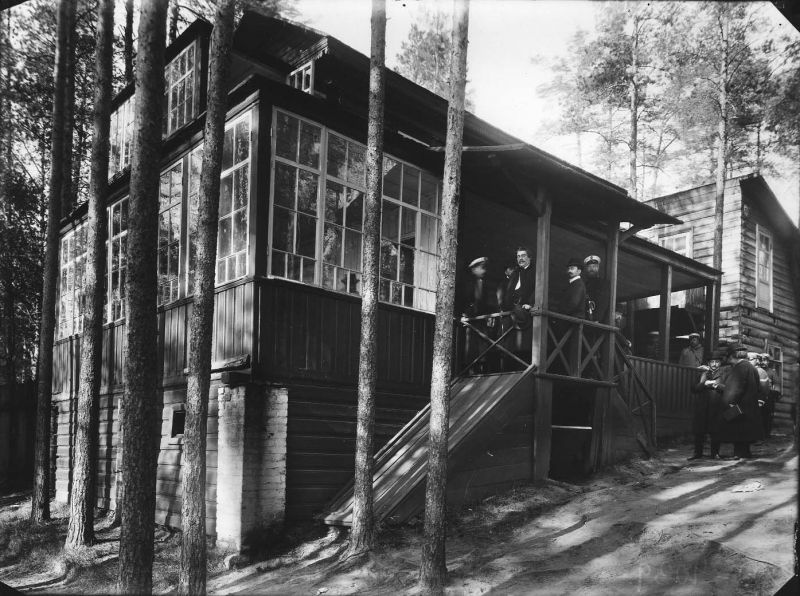
Дом в Озерках, где был убит священник Гапон

В 1906 году 28 марта по старому стилю (10 апреля по новому) в даче Звержинской на углу Ольгинской (нынешней Эриванской) и Варваринской улиц был убит Георгий Гапон. Дача, на которой произошло убийство, была снесена в 1909 году; как сообщают современники, снос произошёл по причине того, что никто не желал снимать дачу, ставшую местом трагедии.

## Пересечения
С востока на запад (по увеличению нумерации домов) Эриванскую улицу пересекают следующие улицы:
- Выборгское шоссе — Эриванская улица примыкает к нему;
- Варваринская улица — пересечение;
- Береговая улица — примыкание с переходом Эриванской улицы в Онежский проезд.

## Транспорт
Ближайшая к Эриванской улице станция метро — «Озерки» 2-й (Московско-Петроградской) линии (около 700 м по Выборгскому шоссе от начала улицы).
Движение наземного общественного транспорта по улице отсутствует.
Ближайшие к Эриванской улице остановочные пункты железной дороги — Озерки (около 300 м по прямой от конца улицы) и Шувалово (около 900 м по прямой от конца улицы.

## Общественно значимые объекты
- Верхнее Суздальское озеро;
- Среднее Суздальское озеро;
- Теннисный клуб «Озерки».